# Neotonchus punctatus
Neotonchus punctatus är en rundmaskart som beskrevs av Nathan Augustus Cobb 1933. Neotonchus punctatus ingår i släktet Neotonchus och familjen Cyatholaimidae. Inga underarter finns listade i Catalogue of Life.